# Grand Cercle (triade)
Pour la notion géométrique, voir Grand cercle.
 (mars 2014).
Si vous disposez d'ouvrages ou d'articles de référence ou si vous connaissez des sites web de qualité traitant du thème abordé ici, merci de compléter l'article en donnant les références utiles à sa vérifiabilité et en les liant à la section « Notes et références ».
Le Grand Cercle est l'une des six plus grandes triades chinoises. Contrairement aux autres triades, fondées en Chine continentale avant la révolution, pourchassées par les communistes et obligées de migrer vers Hong Kong, Macao ou Taïwan avant de revenir s'implanter plus tard sur le continent, le Grand Cercle a été fondé en Chine communiste à la fin des années 1960 par d'anciens gardes rouges. Moins implanté à travers le monde que les cinq autres triades, il est néanmoins présent aux Philippines, en Amérique du Nord et dans quelques pays d'Europe, mais c'est au Canada qu'il est le plus actif, plus précisément dans les grandes villes de Vancouver et de Toronto. Le Grand Cercle est d'ailleurs le groupe criminel d’origine chinoise le plus actif au Canada.

## Histoire
Le Grand Cercle n'est pas une triade à proprement parler, à la base c'était une association de marchands qui offrait la protection contre le racket des autres triades comme la 14K ou les Wo sur Kowloon.
Dès 1978, cette triade va prendre un tournant et va jusqu'à aller planifier le vol des territoires des 14K et des Wo situé à Mongkok, Yau ma tei, Kowloon City, Wan Chai, North Point, Shaukiwan et louer ces places à leurs rivaux: 30 000 $ pour un magasin et 1 000 $ pour un vendeur à la sauvette par mois. Cette triade vivait de braquage et de vol à main armée car étant d'anciens gardes rouges, ils mettaient leurs compétences et leurs entraînements pour commettre des crimes, dans les années 1970, 80% des braquages étaient l’œuvre des membres du Grand Cercle. Peu de triades voulaient faire affaires avec eux car réputé dangereux, certains membres vont même être recrutés par la 14K comme hommes de main, ils auront même une faction à leurs noms : 14 Big Circle ou 14 Tai Huen.
Aujourd'hui, cette triade est très active au Canada où elle travaille en collaboration avec la Luen Kung Lok, les gangs de rues vietnamiens et les Hell's Angels